# Erik Appelgren (konstnär)
Erik Gustaf Ferdinand Appelgren, född 30 juni 1893 i Norrköping, död 9 mars 1981 i Malmö, var en svensk konstnär och skådespelare. Han var son till Gerhard Ferdinand Appelgren och Anna Karolina Johansson och gift med skådespelaren och operettsångerskan Anna Alfrida Appelgren.

## Biografi
Appelgren studerade konst i Norrköping för några av stadens lokala konstnärer, samt i Malmö och under resor i utlandet. Bland hans offentliga arbeten märks väggmålningar och plafonder i några av Malmös offentliga lokaler.[källa behövs] Hans konst består av porträtt, landskap, blomstermotiv och väggmålningar.

## Teater

### Roller
| År   | Roll                    | Produktion                                  | Regi          | Teater                  |
| ---- | ----------------------- | ------------------------------------------- | ------------- | ----------------------- |
| 1922 | Wenzel von Knobelsdorff | Kungens dansös Leo Stein och Rudolf Presber | Olof Hillberg | Olof Hillbergs sällskap |